# George Middleton
George Middleton (Paterson (Nueva Jersey), Estados Unidos, 27 de octubre de 1880-Washington D. C., 23 de diciembre de 1967) fue un director y productor de obras de teatro estadounidense.

## Biografía
Comenzó a trabajar en los teatros en 1902 para la adaptación de The Cavalier con Paul Kester. Comenzó en varias ocasiones con el también productor Guy Bolton; Polly With a Past (1917) fue uno de los mayores éxitos que tuvieron como colaboradores, de la que se realizaron 315 representaciones, con la estrella Ina Claire.